# آلکتو

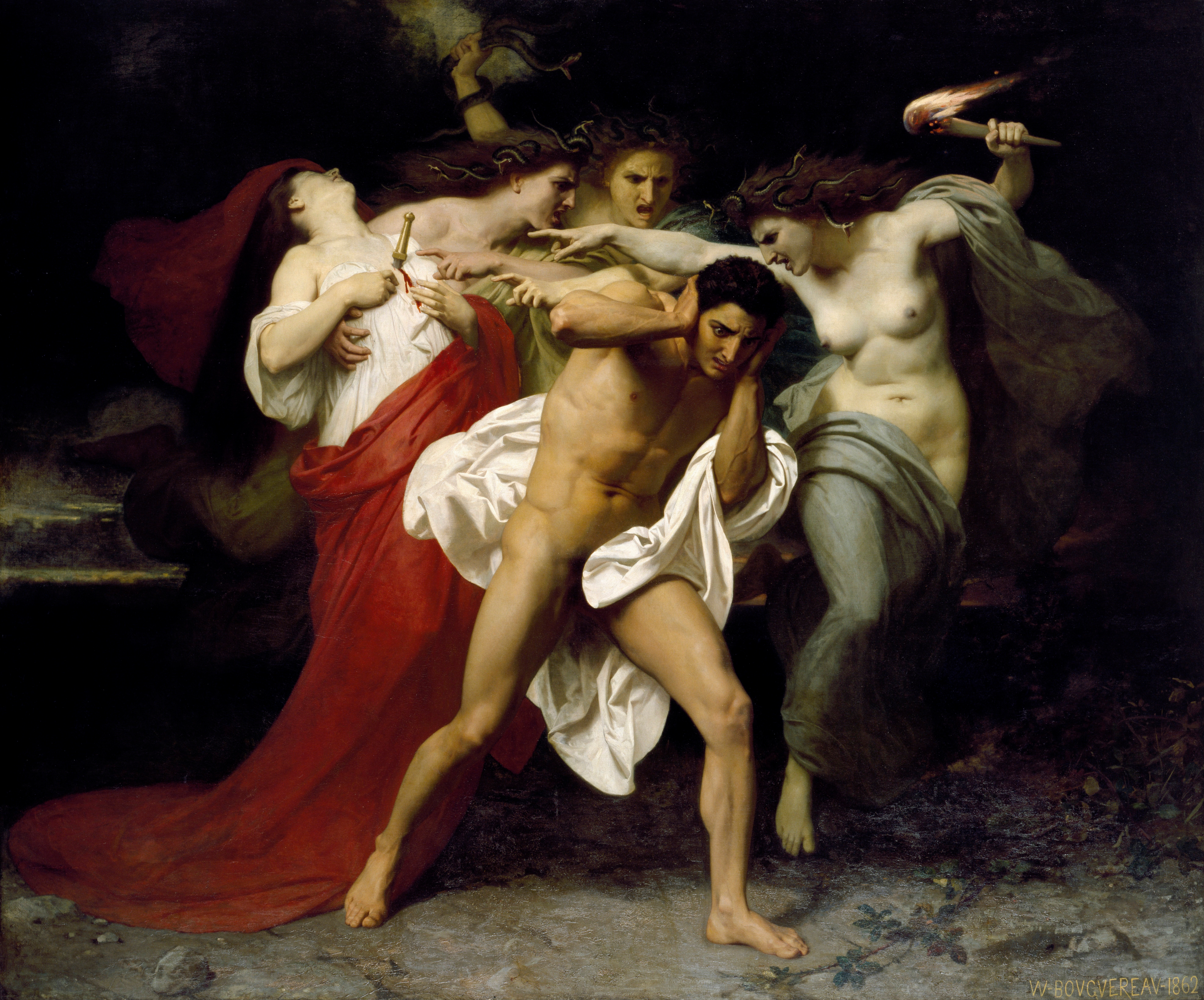
آلکتو

آلکتو (به یونانی: Ἀληκτώ) (به معنی خشم پایان‌ناپذیر)، در اساطیر یونانی یکی از ارینوئس‌ها یا الهه‌های انتقام بود. ارینوئس‌ها الهه‌های بی‌رحم زمینی بودند که نماد انتقام به شمار می‌رفتند. آن‌ها از خون اورانوس، زمانی که پسرش کرونوس اخته‌اش کرد، به وجود آمدند. بر طبق افسانه‌های دیگر، الهه‌های انتقام دختران نوکس، نماد شب، و خائوس، آشفتگی ازلی، بودند. آن‌ها ستمگران، مجرمان و قاتلان (مخصوصاً قتل‌های خانوادگی) را تعقیب و به جنون دچار می‌کردند. بلندآوازه‌ترین مجرم آن‌ها اورستس نام داشت که جرمش قتل مادر (ملکه کلوتایمنسترا) بود. الهه‌های انتقام به شکل موجوداتی وحشتناک و تاریک، نه به طور کامل زنانه با ویژگی‌های از قبیل نفسی سوزان، بال‌هایی به شکل خفاش، سری که مارها بر روی آن حلقه بسته بودند و خونی آغشته به سم از چشمانشان سرازیر می‌شد توصیف می‌شوند. وظیفهٔ آلکتو مجازات مجرمان جرایم اخلاقی (همانند خشم) به ویژه در مقابل افراد دیگر را داشت. عملکرد او شبیه به الهه نمسیس بود با این تفاوت که نمسیس وظیفهٔ مجازات افراد علیه ایزدان را بر عهده داشت.
آلکتو همچنین در انه‌اید ویرژیل، کمدی الهی دانته، قطعه موسیقی هنری پرسل، در کارهای داستایفسکی و اپرای رینالدو اثر جرج فردریک هندل حضور دارد.